# M.Hosahalli, Mandya
M.Hosahalli là một làng thuộc tehsil Mandya, huyện Mandya, bang Karnataka, Ấn Độ.